# ماچتا
ماچتا (انگلیسی: Machetá) یک منطقه مسکونی در کلمبیا است.